# 207. п. н. е.

## Догађаји
- Битка код Метаура између Рима и Картагине близу реке Метаур. Битка је део Другог пунског рата и представљала је значајну римску победу. Римљани су спречили да Ханибал добије појачање. Тиме је значајно одређен смер Другог пунског рата.
- Генерал Филопемен, који је предводио Ахајски савез, уводи теже македонске оклопе и тактику фаланге. Његова војска потом побеђује Спартанце под спартанским регентом и генералом Маханидом у бици код Мантинеје. Маханиду је убио Филопемен током битке.
- Набис, Сиријац продат у ропство, доспева на власт у Спарти и постаје регент младог спартанског краља Пелопа након смрти Маханиде. Набис убрзо свргава Пелопса, тврдећи да је потомак еврипонтидског спартанског краља Демарата. Набис затим покреће друштвену револуцију која ће довести до ослобађања свих хелота, уништења владајуће олигархије, прерасподеле земље и отписа дугова.